# Katarakt (Technik)
Als Katarakt bezeichnet man in der Technik eine Vorrichtung bei bestimmten Dampfmaschinen mit Klinkensteuerung, durch welche die Dampfwirkung oder die Leistung der Maschine geregelt wird. So nimmt der Dampf- und damit auch der Brennmaterialverbrauch genau nach der zu verrichtenden Arbeit zu oder ab, indem mit demselben die Zahl der Hübe bei gleicher Einheitsleistung eingestellt werden kann.
Insbesondere sind die Wasserhaltungsmaschinen der Bergwerke mit Katarakten ausgestattet, um ihre Förderung mit den wechselnden Wasserzuflüssen in Übereinstimmung zu bringen.
Hier besteht der Katarakt aus einer kleinen Wasserpumpe, deren Kolben von der Hauptmaschine beim Niedergang mitgenommen wird, wobei er Wasser in seinen Zylinder saugt. Der Kataraktkolben ist aber beschwert und sucht das Wasser durch ein stellbares Ventil auszudrücken, wobei er sinkt und bei der tiefsten Lage ein Gestänge mitnimmt, welches die neue Dampfeinströmung in die Hauptmaschine öffnet.
Indem nun der Wasseraustritt aus dem Katarakt, durch das stellbare Ventil geregelt, langsamer oder schneller erfolgt, dauert die Pause von einem zum anderen Hub länger oder kürzer.
Eine Dampfmaschinensteuerung, welche in dieser Weise von einem Katarakt abhängig gemacht ist, heißt Kataraktsteuerung, die Maschine selbst Kataraktmaschine.
Die für den beschriebenen Apparat ganz unpassende Bezeichnung stammt von einer älteren, aber dem gleichen Zweck dienenden Vorrichtung; diese bestand in einem Gefäß, welches durch einen nach Bedarf langsameren oder schnelleren Wasserzufluss gefüllt wurde und, vollgelaufen, jedes Mal umkippte, um dabei die Steuerung der Dampfmaschine auf Einlass zu stellen.